# Matthew Tuck
Matthew Tuck, mais conhecido como Matt Tuck, nasceu em 20 de Janeiro de 1980 em Bridgend, País de Gales. Ele é o vocalista e guitarrista da banda de metalcore, Bullet For My Valentine. Matt também toca bateria, teclados e gaita. Ele e sua esposa, Charly Dollhart, têm um filho, Evann, nascido em março de 2010.

## Influências
Matthew Tuck citou Metallica como a sua principal influência. Aos 14 anos, Tuck descobriu a banda na MTV onde o vídeo do single "Enter Sandman" do Metallica, que o inspirou a aprender guitarra. Ele menciona também, Iron Maiden, Judas Priest, Pantera e Megadeth.

## Informações pertinentes
Durante uma turnê em novembro de 2006, juntamente com as bandas As I Lay Dying e Protest The Hero, Matt sofreu de laringite, que levou a uma série de shows a serem adiados até janeiro de 2007. Eles recomeçaram a turnê oficialmente no dia 03 de janeiro, em newcastle. Tuck também apoia organizações dos direitos dos animais, como a PETA, sendo que ele tem um cachorro chamado 'Biscuit' e outros dois gatos. Matt também teve participação na música 'Repressed' da banda Apocalyptica, junto com Max Cavalera.

## Equipamentos usados

### Guitarras
- Main Guitar-Jackson RR1T(Black).
- Backup Guitar-Jackson RR1T USA Custom Shop with Reverse Headstock.
- Jackson RR1 (white w/black pinstripes).
- Jackson RR5 Pro series.
- Gibson Flying V Guitar.
- Gibson Zakk Wylde signature.
- B.C Rich Matt Tuck Signature V

### Especificações
- Rotosound Strings (.010, .013, .017, .030, .042, .056).
- Tuning: Drop-C (low to high: C-G-CF-A-D).
- Seymour Duncan JB Pickups (bridge).
- Seymour Duncan Jazz Pickups (neck).
- Emg 81 e 85

### Efeitos, controles e processadores
- Ibanez TS-9 Tube Screamer.
- 2x Boss NS-2 Noise Suppressors.
- Boss TU-2 Chromatic Tuner.
- Peavey Channel Switcher.
- Morley Bad Horsie Wah.

### Amplificadores
- 2x Mesa Engineering 4x12 Stiletto Traditional Slant Cabinets.
- 2x Peavey 6505 Heads in Rack Case (Extra Head is for backup).